# Mistrzostwa Świata w Lekkoatletyce 1980 – bieg na 400 m przez płotki kobiet
Bieg na 400 metrów przez płotki kobiet – jedna z konkurencji rozegranych podczas Mistrzostw Świata w Lekkoatletyce w Sittard w Holandii.

## Terminarz
| Data        | Runda      |
| ----------- | ---------- |
| 14 sierpnia | Eliminacje |
| 15 sierpnia | Półfinały  |
| 16 sierpnia | Finał      |

## Rezultaty
| Poz. – pozycja \| CR – rekord mistrzostw \| NR – rekord kraju \| PB – rekord życiowy \| DNS – nie wystartowała |
| SB – najlepszy wynik w sezonie \| AR – rekord kontynentu \| DSQ – dyskwalifikacja                              |
| |

### Eliminacje
Do zawodów zgłoszono 24 zawodniczki z 16 krajów. Płotkarki zostały podzielone na cztery grupy. Aby dostać się do półfinału, w którym startowało 16 zawodniczek, należało zająć w swym biegu eliminacyjnym jedno z pierwszych trzech miejsc (Q). Dodatkowo do kolejnej rundy mogły awansować cztery sportsmenki legitymujące się najlepszymi rezultatami wśród przegranych (q).

#### Bieg 1
| Poz. | Zawodniczka       | Reprezentacja     | Czas    | Uwagi |
| ---- | ----------------- | ----------------- | ------- | ----- |
| 1    | Esther Mahr       | Stany Zjednoczone | 57,51   | Q     |
| 2    | Hilde Frederiksen | Norwegia          | 57,72   | Q     |
| 3    | Monserrat Pujol   | Hiszpania         | 58,54   | Q     |
| 4    | Olga Commandeur   | Holandia          | 58,87   | q     |
| 5    | Lai Lih-Jian      | Chińskie Tajpej   | 1:01,01 |       |
| 06 ! | Kirsi Ulvinen     | Szwecja           |         | DSQ   |

#### Bieg 2
| Poz. | Zawodniczka         | Reprezentacja   | Czas    | Uwagi |
| ---- | ------------------- | --------------- | ------- | ----- |
| 1    | Petra Pfaff         | NRD             | 57,92   | Q     |
| 2    | Lynette Foreman     | Australia       | 58,07   | Q     |
| 3    | Susan Dalgoutté     | Wielka Brytania | 59,63   | Q     |
| 4    | Esther Kaufmann     | Szwajcaria      | 59,74   | q     |
| 5    | Simone Büngener     | RFN             | 59,98   | q     |
| 6    | Dominique Le Disset | Francja         | 1:01,22 |       |

#### Bieg 3
| Poz. | Zawodniczka      | Reprezentacja     | Czas    | Uwagi |
| ---- | ---------------- | ----------------- | ------- | ----- |
| 1    | Bärbel Broschat  | NRD               | 56,13   | Q     |
| 2    | Mary Appleby     | Irlandia          | 58,54   | Q     |
| 3    | Rosa Colorado    | Hiszpania         | 58,79   | Q     |
| 4    | Francine Gendron | Kanada            | 1:00,40 | q     |
| 5    | Debra Melrose    | Stany Zjednoczone | 1:00,46 |       |
| 6    | Ruth Dubois      | Francja           | 1:01,12 |       |

#### Bieg 4
| Poz. | Zawodniczka      | Reprezentacja            | Czas    | Uwagi |
| ---- | ---------------- | ------------------------ | ------- | ----- |
| 1    | Ellen Neumann    | NRD                      | 56,35   | Q     |
| 2    | Christine Warden | Wielka Brytania          | 57,84   | Q     |
| 3    | Helle Sichlau    | Dania                    | 58,99   | Q     |
| 4    | Kim Whitehead    | Stany Zjednoczone        | 1:01,33 |       |
| 5    | Andrea Wachter   | Kanada                   | 1:02,28 |       |
| 6    | Célestine N'Drin | Wybrzeże Kości Słoniowej | 1:04,91 |       |

#### Zbiorcze wyniki eliminacji
| Poz. | Bieg | Zawodniczka         | Reprezentacja            | Czas    | Uwagi |
| ---- | ---- | ------------------- | ------------------------ | ------- | ----- |
| 1    | 3    | Bärbel Broschat     | NRD                      | 56,13   | Q     |
| 2    | 4    | Ellen Neumann       | NRD                      | 56,35   | Q     |
| 3    | 1    | Esther Mahr         | Stany Zjednoczone        | 57,51   | Q     |
| 4    | 1    | Hilde Frederiksen   | Norwegia                 | 57,72   | Q     |
| 5    | 2    | Petra Pfaff         | NRD                      | 57,92   | Q     |
| 6    | 4    | Christine Warden    | Wielka Brytania          | 57,84   | Q     |
| 7    | 2    | Lynette Foreman     | Australia                | 58,07   | Q     |
| 8    | 3    | Mary Appleby        | Irlandia                 | 58,54   | Q     |
| 8    | 1    | Monserrat Pujol     | Hiszpania                | 58,54   | Q     |
| 10   | 3    | Rosa Colorado       | Hiszpania                | 58,79   | Q     |
| 11   | 1    | Olga Commandeur     | Holandia                 | 58,87   | q     |
| 12   | 4    | Helle Sichlau       | Dania                    | 58,99   | Q     |
| 13   | 2    | Susan Dalgoutté     | Wielka Brytania          | 59,63   | Q     |
| 14   | 2    | Esther Kaufmann     | Szwajcaria               | 59,74   | q     |
| 15   | 2    | Simone Büngener     | RFN                      | 59,98   | q     |
| 16   | 3    | Francine Gendron    | Kanada                   | 1:00,40 | q     |
| 17   | 3    | Debra Melrose       | Stany Zjednoczone        | 1:00,46 |       |
| 18   | 1    | Lai Lih-Jian        | Chińskie Tajpej          | 1:01,01 |       |
| 19   | 3    | Ruth Dubois         | Francja                  | 1:01,12 |       |
| 20   | 2    | Dominique Le Disset | Francja                  | 1:01,22 |       |
| 21   | 4    | Kim Whitehead       | Stany Zjednoczone        | 1:01,33 |       |
| 22   | 4    | Andrea Wachter      | Kanada                   | 1:02,28 |       |
| 23   | 4    | Célestine N'Drin    | Wybrzeże Kości Słoniowej | 1:04,91 |       |
| –    | 1    | Kirsi Ulvinen       | Szwecja                  |         | DSQ   |

### Półfinały
Rozegrano dwa biegi półfinałowe. Awans do finału gwarantowało zajęcie pierwszych czterech miejsc w swojej rundzie. Pozostałe zawodniczki trafiły do finału "B". 

#### Bieg 1
| Poz. | Zawodniczka       | Reprezentacja   | Czas    | Uwagi |
| ---- | ----------------- | --------------- | ------- | ----- |
| 1    | Bärbel Broschat   | NRD             | 55,89   | Q     |
| 2    | Petra Pfaff       | NRD             | 56,78   | Q     |
| 3    | Mary Appleby      | Irlandia        | 57,06   | Q     |
| 4    | Hilde Frederiksen | Norwegia        | 57,44   | Q     |
| 5    | Monserrat Pujol   | Hiszpania       | 57,74   |       |
| 6    | Helle Sichlau     | Dania           | 58,84   |       |
| 7    | Susan Dalgoutté   | Wielka Brytania | 59,85   |       |
| 8    | Francine Gendron  | Kanada          | 1:00,14 |       |

#### Bieg 2
| Poz. | Zawodniczka      | Reprezentacja     | Czas  | Uwagi |
| ---- | ---------------- | ----------------- | ----- | ----- |
| 1    | Ellen Neumann    | NRD               | 55,89 | Q     |
| 2    | Esther Mahr      | Stany Zjednoczone | 56,16 | Q     |
| 3    | Christine Warden | Wielka Brytania   | 57,26 | Q     |
| 4    | Lynette Foreman  | Australia         | 57,46 | Q     |
| 5    | Rosa Colorado    | Hiszpania         | 57,47 |       |
| 6    | Olga Commandeur  | Holandia          | 57,93 |       |
| 7    | Simone Büngener  | RFN               | 59,11 |       |
| 8    | Esther Kaufmann  | Szwajcaria        | 59,55 |       |

#### Zbiorcze wyniki półfinałów
| Poz. | Bieg | Zawodniczka       | Reprezentacja     | Czas    | Uwagi |
| ---- | ---- | ----------------- | ----------------- | ------- | ----- |
| 1    | 1    | Bärbel Broschat   | NRD               | 55,89   | Q     |
| 1    | 2    | Ellen Neumann     | NRD               | 55,89   | Q     |
| 3    | 2    | Esther Mahr       | Stany Zjednoczone | 56,16   | Q     |
| 4    | 1    | Petra Pfaff       | NRD               | 56,78   | Q     |
| 5    | 1    | Mary Appleby      | Irlandia          | 57,06   | Q     |
| 6    | 2    | Christine Warden  | Wielka Brytania   | 57,26   | Q     |
| 7    | 1    | Hilde Frederiksen | Norwegia          | 57,44   | Q     |
| 8    | 2    | Lynette Foreman   | Australia         | 57,46   | Q     |
| 9    | 2    | Rosa Colorado     | Hiszpania         | 57,47   |       |
| 10   | 1    | Monserrat Pujol   | Hiszpania         | 57,72   |       |
| 11   | 2    | Olga Commandeur   | Holandia          | 57,93   |       |
| 12   | 1    | Helle Sichlau     | Dania             | 58,44   |       |
| 13   | 2    | Simone Büngener   | RFN               | 59,11   |       |
| 14   | 2    | Esther Kaufmann   | Szwajcaria        | 59,55   |       |
| 15   | 1    | Susan Dalgoutté   | Wielka Brytania   | 59,85   |       |
| 16   | 1    | Francine Gendron  | Kanada            | 1:00,14 |       |

### Finały
Osiem pierwszych zawodniczek z półfinałów rywalizowało w finale "A", a pozostałe w finale "B".

#### Finał "A"
| Poz. | Zawodniczka       | Reprezentacja     | Czas  | Uwagi  |
| ---- | ----------------- | ----------------- | ----- | ------ |
| 1    | Bärbel Broschat   | NRD               | 54,55 | CR, PB |
| 2    | Ellen Neumann     | NRD               | 54,56 |        |
| 3    | Petra Pfaff       | NRD               | 55,84 |        |
| 4    | Mary Appleby      | Irlandia          | 56,51 |        |
| 5    | Esther Mahr       | Stany Zjednoczone | 56,81 |        |
| 6    | Hilde Frederiksen | Norwegia          | 56,85 |        |
| 7    | Lynette Foreman   | Australia         | 58,24 |        |
| –    | Christine Warden  | Wielka Brytania   |       | DSQ    |

#### Finał "B"
| Poz. | Zawodniczka      | Reprezentacja   | Czas  | Uwagi |
| ---- | ---------------- | --------------- | ----- | ----- |
| 1    | Rosa Colorado    | Hiszpania       | 57,51 |       |
| 2    | Helle Sichlau    | Dania           | 58,03 |       |
| 3    | Monserrat Pujol  | Hiszpania       | 58,38 |       |
| 4    | Simone Büngener  | RFN             | 58,77 |       |
| 5    | Susan Dalgoutté  | Wielka Brytania | 59,31 |       |
| 6    | Esther Kaufmann  | Szwajcaria      | 59,41 |       |
| 7    | Francine Gendron | Kanada          | 59,61 |       |
| –    | Olga Commandeur  | Holandia        |       | DNS   |